# Gesves
Gesves (valonă Djeve) este o comună francofonă din regiunea Valonia din Belgia. Comuna Gesves este formată din localitățile Gesves, Faulx-les-Tombes, Haltinne, Mozet și Sorée. Suprafața sa totală este de 64,92 km². La 1 ianuarie 2008 comuna avea o populație totală de 6.565 locuitori.
Comuna Gesves se învecinează cu comunele Namur, Andenne, Ohey, Assesse, Hamois și Havelange.